# 七瀬葵
七瀬 葵（ななせ あおい、1967年6月12日、女性）は、日本の漫画家・イラストレーター・キャラクターデザイナー・同人作家。山口県萩市出身。血液型はA型。成人向け作品を手がける際には、ながせ まゆという別名義を使うこともあるが、2008年頃からはアダルト作品も七瀬名義で手がけるようになっている。

## 略歴
ホビージャパン刊行の『餓狼伝説』アンソロジーコミックでデビュー。プロデビュー当時から同人誌で積極的に取り上げるほど、『サムライスピリッツ』及びその登場キャラクターであるナコルルとシャルロットの熱狂的なファンである。後には商業作品で同作品を題材にした商品の原画を担当したり、その原画を集めた画集も出版された。さらには、OVA『サムライスピリッツ2 アスラ斬魔伝』のキャラクターデザインに起用された。
1994年にはFM TOWNS用ソフトとして発売されシリーズ化された対戦型格闘ゲーム『あすか120% BURNING Fest.』のキャラクターデザインを務める。
1997年から清水文化のライトノベル『気象精霊記』シリーズのイラストを担当していた。しかし、2006年に編集、原作者、七瀬の間の意思の疎通がなされなかったことで七瀬のイラスト担当でのシリーズ続行が不可能になった。
1999年には『電撃G'sエンジン』（1997年に『電撃G'sマガジン』へ誌名変更）の読者参加型のコーナーでキャラクターデザインを担当した『セラフィムコール』がアニメ化された。
2011年には毎年フランス・パリで開催されている『Japan Expo』に出展した東京ビッグサイトの各都市擬人化キャラクターの東京ビッグサイトちゃん（仮）をいずみべると共に担当、後に正式にビッグサイトの公式イメージキャラクターとなり、2012年から公式グッズの販売、キャラクター名募集など様々な企画が開始された。七瀬葵が担当したのは姉のさいとみらい。
2014年6月、『ミステリートF』のキャラクターデザイン及び原画として発表されたが、同年10月七瀬葵の体調不良を理由に降板が発表された。
2016年にはRPG『ホウチ帝国』にイラストを寄稿していた。
2022年頃からAIを使ったイラスト制作にも積極的に取り組んでいる。

## 作品リスト

### 画集
- 『【七瀬葵・複製原画コレクション】 神ノ童（かみのこ）』（新声社、1998年1月10日第1刷発行）ISBN 4-88199-442-5
- 『七瀬葵画集 Angel Flavor』（角川書店、2003年12月25日初版発行）ISBN 4-04-853653-2
- 『七瀬葵画集 SEVEN COLORS of the WIND』（富士見書房、2006年2月1日初版発行）ISBN 4-8291-9132-5

### イラストレーション
- 東京ビッグサイト公式イメージキャラクター（姉） - キャラクターデザイン・イラスト
- 気象精霊記シリーズ（清水文化著、富士見書房） - 小説挿し絵
- 気象精霊ぷらくてぃかシリーズ（清水文化著、富士見書房） - 小説挿し絵
- ミュートスノート戦記シリーズ（麻生俊平著、富士見書房） - 小説挿し絵
- セラフィムコール（メディアワークス『電撃G'sマガジン』連載読者参加企画） - キャラクターデザイン・イラスト
- 好き好き大好きお姉ちゃん♥ 〜ベタ甘☆カフェ同棲〜（青橋由高著、美少女文庫、フランス書院） - 小説挿し絵、※アダルト作品
- いちゃいちゃラブラブお姉ちゃん♥（青橋由高著、美少女文庫、フランス書院） - 小説挿し絵、※アダルト作品
- 生徒会長は俺の嫁っ！？（みかづき紅月著、美少女文庫、フランス書院） - 小説挿し絵、※アダルト作品
- センセイは俺の嫁！？（みかづき紅月著、美少女文庫、フランス書院） - 小説挿し絵、※アダルト作品

### 漫画
- 七瀬葵サムライスピリッツ作品集【白き巫女の伝説】（スクウェア・エニックス） - 各社のアンソロジーコミックに収録された作品や同人誌からの原稿を纏めた物
- ANGEL/DUSTシリーズ（角川書店）
- てぃんくる☆マイスター きらは（角川書店）
- ぷちモン PetitMonster（集英社）
- HEAVEN（スクウェア・エニックス）
  - 他、各種ゲームアンソロジーコミックに多数漫画・イラストを寄稿

### ゲーム
一般ゲーム
- あすか120%（ファミリーソフト） - キャラクターデザイン
- アイシア（アトラス） - キャラクターデザイン
- 超格闘SLAVE（スクウェア・エニックス） - キャラクターデザイン
- ツヴァイ!!（日本ファルコム） - イメージイラスト、パッケージイラスト
- アクエリアンエイジシリーズ（ブロッコリー） - カードイラスト
- ディメンション・ゼロ（ブロッコリー） - カードイラスト
  - アルテイル（GPコアエッジ） - カードイラスト（ディメンション・ゼロとのコラボ企画「ゼロからの来訪者」）
- モンスターコレクション（富士見書房） - カードイラスト
- バトルスピリッツ（バンダイ） - カードイラスト
- ガンダムウォー（バンダイ） - カードイラスト
- カレイド恋歌（サーファーズパラダイス） - メインイラスト、※SNSゲーム

アダルトゲーム
- あしたの雪之丞シリーズ（エルフ） - キャラクター原案・キャラクターデザイン（ながせまゆ名義）
- ゾンビの同級生はプリンセス -不死人ディテクティブ-（アーベルソフトウェア） - キャラクターデザイン、原画
- 明日もこの部室で会いましょう （ミルクプリン） - キャラクターデザイン、原画

### アニメーション
- サムライスピリッツ2 アスラ斬魔伝 - キャラクターデザイン
- セラフィムコール - オリジナルキャラクターデザイン

## 同人活動
1993年に『POWER GRADATION』（パワーグラデーション）という名前の同人サークルで活動。サークル名の由来は『サムライスピリッツ』のキャラクター「シャルロット」の必殺技。ナコルル同様、七瀬の好きなキャラクターの一人。同人作家としての評価は非常に高く、現在のプロとしての仕事の数々は同人活動での成功があって依頼が来たもので、コミックマーケットには感謝しているとも語っている。2000年にサークル名を『SEVENTH HEAVEN』（セブンス ヘヴン）と改称している。
2001年にはながせまゆ名義の『Dessert rose』という別サークルを立ち上げて成人向け作品を出し、WEBサイトも分けて別人という体裁を取っていた。同年9月にながせまゆ名義のサークル名を『PINK DINOSAUR』に変更し、WEBサイトもリニューアルした。2002年に入ってからは、多忙を理由に七瀬名義のサイトと統合した。
2004年にプロ活動が多忙になったため一旦休止したが2008年に『姫神-himegami-』（ひめがみ）という新たなサークル名で活動、2009年にサークル名を『SEVENTH HEAVEN』に戻し、2010年には『POWER GRADATION』のサークル名も並行して使用している。
2012年8月に『POWER GRADATION』名義で約10年ぶりのコミックマーケット参加予定。